# Masimbaashe Matongo
Pour les articles homonymes, voir Matongo.
Pas d'image ? Cliquez ici

a Compétitions nationales et continentales officielles uniquement.

Masimbaashe Matongo (dit « Masi » ) , né le 15 mai 1996 à Harare (Zimbabwe) , est un joueur de rugby à XIII zimbabwéen évoluant au poste de pilier. Il fait ses débuts avec le club britannique de Super League  de Hull, lors de la saison 2015.  
Mais c'est au cours de la saison 2018, que le joueur va le plus se faire connaitre et reconnaitre, avec dix huit titularisations, et un essai marqué.  
« Masi Matango » est emblématique de la génération des joueurs africains de la fin des années 2010. Bien souvent, ceux-ci ne peuvent pratiquer le rugby à XIII qu'en Grande-Bretagne ou en France,  en raison de l'absence de ce sport dans leur pays d'origine.
Alors que l'absence d'équipe nationale dans son pays d'origine aurait dû lui barrer le chemin d'une carrière internationale, il est sélectionné au mois de mars 2019 dans les England Knights, sorte d'équipe d'Angleterre « B » de rugby à XIII.

## Biographie
Masimbaashe quitte son pays à l'âge de cinq ans avec ses parents et s'installe à Chatham, dans le Kent. À l'époque, si le jeune joueur rêve d'une carrière sportive, c'est d'une carrière de footballeur pour le club mythique d'Arsenal.
C'est en déménageant vers la ville de Hull, dans une région de rugby à XIII, qu'il découvre le rugby à XIII pratiqué par ses camarades de lycée. Tout en poursuivant des études de comptabilité, à l'Université Saint-John,  il joue au rugby à XIII en junior et en amateur. En raison de ses qualités sportives et de son gabarit impressionnant , il devient remplaçant pour l'équipe de Super League de Hull, qui joue au plus haut niveau, au mois de septembre 2015.
Si sa popularité dans son club est indéniable, et ses qualités reconnues, son problème est d'arriver à concilier sa carrière naissante avec ses études.

## Palmarès
Sur le plan collectif, Masi Matongo remporte deux fois la Coupe d'Angleterre avec son club et à titre individuel il a été désigné meilleur jouer espoir ( Best academy player) de son club en 2015.